# Richard Kačala
Richard Kačala (sinh 1 tháng 3 năm 1991 ở Prešov) là một tiền vệ bóng đá Slovakia hiện tại thi đấu cho câu lạc bộ Fortuna Liga 1. FC Tatran Prešov.

## 1. FC Tatran Prešov
Anh ra mắt chính thức cho 1. FC Tatran Prešov ngày 9 tháng 3 năm 2013, thi đấu 5 phút cuối trong trận hòa 0–0 sân nhà trước MŠK Žilina, vào sân từ ghế dự bị thay cho Peter Lipták.